# Eugène Charasson
Eugène Charasson, né le 25 novembre 1874 à Aigurande où il meurt le 18 décembre 1939, est un peintre français.

## Biographie
Eugène Charasson est le fils unique de Pierre Charasson, négociant en vin à Aigurande (Indre) et d'Irène Petit. Le 5 février 1900, il épouse Amélie Berger, dont il aura trois enfants. 
Ses goûts artistiques le poussent très tôt vers la musique et la peinture, mais il doit reprendre l'entreprise familiale jusqu'au moment où, assez tôt, il décide de vivre de ses rentes et de se vouer à son violon d'Ingres tout en remplissant des fonctions municipales. 
Deux artistes vont jouer un rôle dans son développement artistique, Gabriel Édouard Thurner (1840-1907), peintre d'inspiration réaliste, et Rodolphe Fornerod (1977-1953), qui est plutôt un portraitiste.  
Dès 1923, il envoie des paysages creusois au Salon des Indépendants, et encore de 1927 à 1929. En 1923 au Journal du Département de l’Indre qui l’interroge dans l’enquête « Êtes-vous régionaliste ? », il répond positivement, se définissant comme « soucieux de sa province, de son histoire, de ses traditions, de ses mœurs ».  
Il expose ensuite régulièrement dans des galeries parisiennes : en 1929, à l'Atelier français, 17, rue de Courcelles, en 1930, à la Galerie de Marsan, rue des Pyramides, en 1932, à la galerie Bareiro, en 1936, à la galerie Laurenceau, 18, rue La Boétie. En 1934 des œuvres de lui figurent au Salon des Tuileries et en 1937 à l'exposition Berry-Nivernais, galerie Pelletan, 121, boulevard Saint-Germain
Il entretient des relations amicales avec le sculpteur Ernest Nivet qui sculpte son buste dans les années 1930. 
Eugène Charasson est souvent rattaché à l'École de Crozant, mais développe progressivement une vision originale, passant d'une forme d'impressionnisme atténué à une utilisation de la couleur qui le rapprocherait du fauvisme.